# Skrzyszów
Skrzyszów – falu Lengyelországban, a Kis-lengyelországi vajdaság Tarnówi járásának község (gmina) székhelye. 2004-ben a községben (melynek területe 86 km²) 12,8 ezren éltek , összesen 5 településen (Ładna, Łękawica, Pogórska Wola, Skrzyszów, Szynwałd). Tarnówtól 5 km-re délkeletre fekszik, a város agglomerációjához tartozik. A falunak mintegy 3,3 ezer lakosa van .
A település legértékesebb műemléke a Szt. Bolesław-fatemplom, mely 1517-ben épült. A Sanguszko-család kastélya a 19. század elejéről származik.
2020. február 25-én testvérvàrosi szerződést kötött a magyarországi Abony városával.